# Dry (Loiret)
Dry ist eine französische Gemeinde mit 1.414 Einwohnern (Stand: 1. Januar 2022) im Département Loiret in der Region Centre-Val de Loire. Sie gehört zum Arrondissement Orléans und zum Kanton Beaugency.
Die Einwohner werden Dryssois genannt.

## Geographie
Dry liegt etwa 18 Kilometer südwestlich von Orléans an der Loire. Umgeben wird Dry von den Nachbargemeinden Meung-sur-Loire im Norden, Cléry-Saint-André im Osten und Nordosten, Jouy-le-Potier im Südosten, Lailly-en-Val im Süden und Südwesten sowie Baule im Westen.

## Bevölkerungsentwicklung
| 1962                       | 1968 | 1975 | 1982 | 1990 | 1999 | 2006 | 2018 |
| -------------------------- | ---- | ---- | ---- | ---- | ---- | ---- | ---- |
| 425                        | 657  | 631  | 790  | 1025 | 1191 | 1356 | 1392 |
| Quellen: Cassini und INSEE |      |      |      |      |      |      |      |

## Sehenswürdigkeiten
- Kirche Notre-Dame
- Schloss und Domäne Le Bouchet, 1853 erbaut

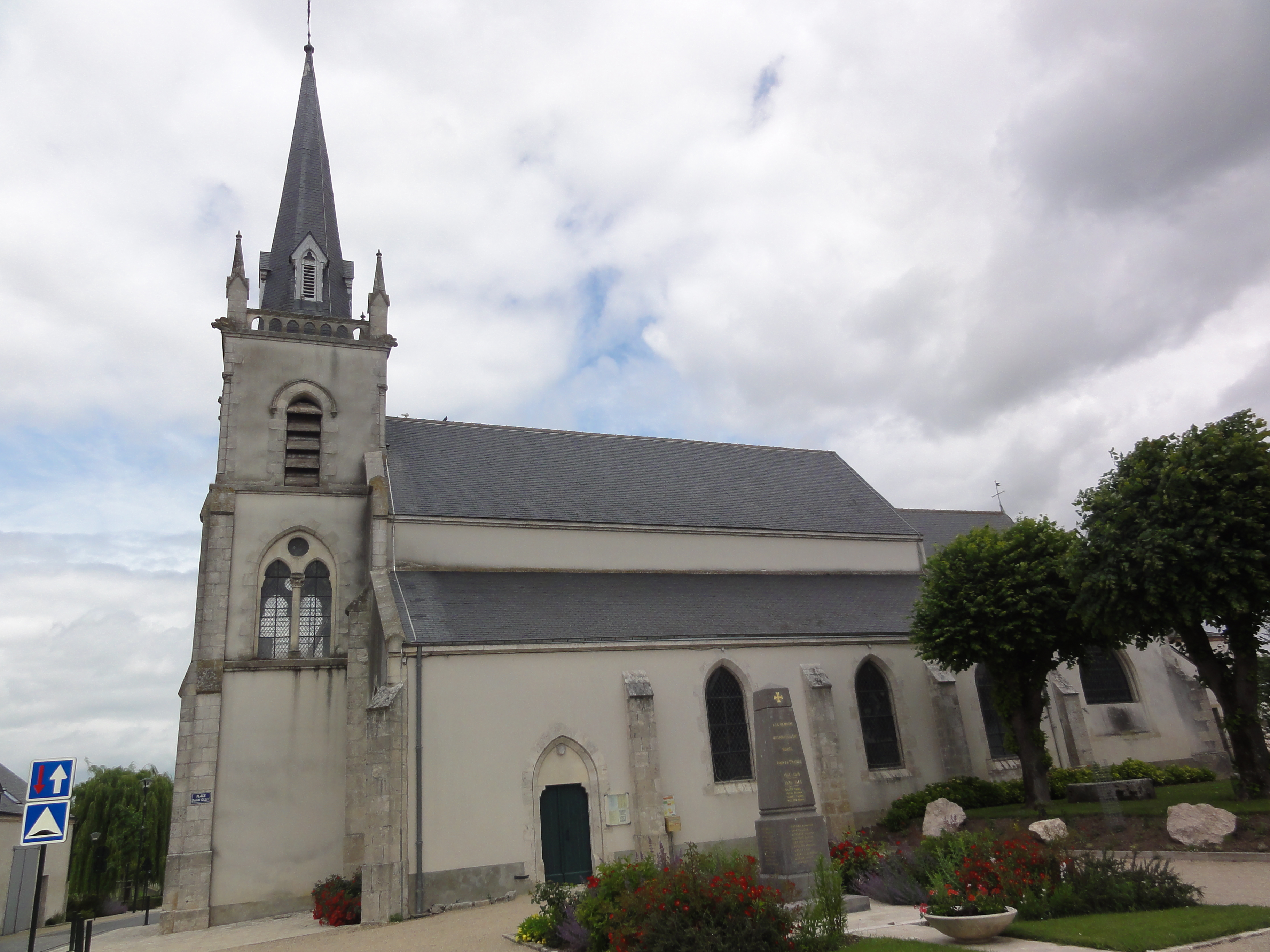
Kirche Notre-Dame
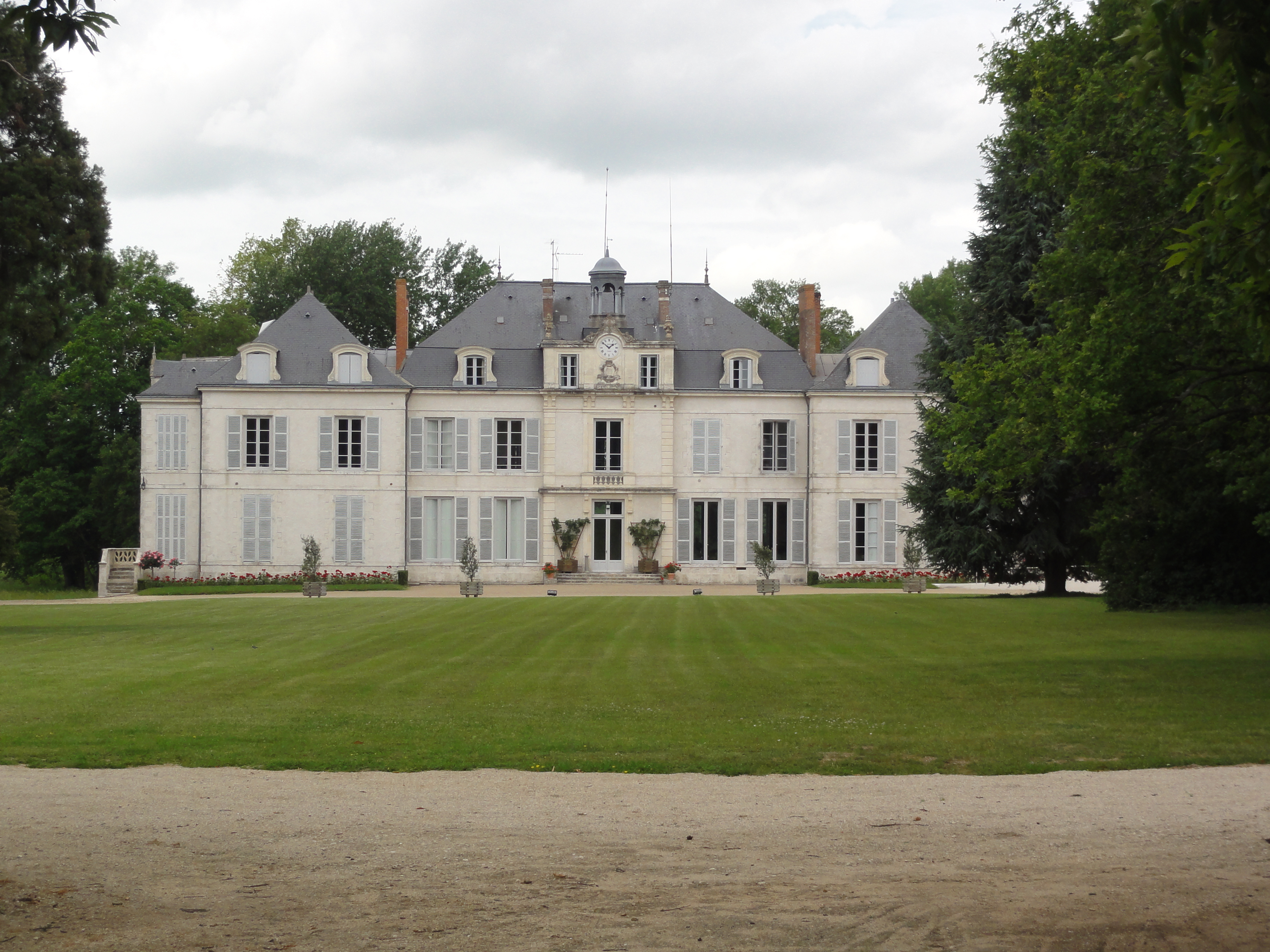
Schloss Le Bouchet